# Порічки червоні

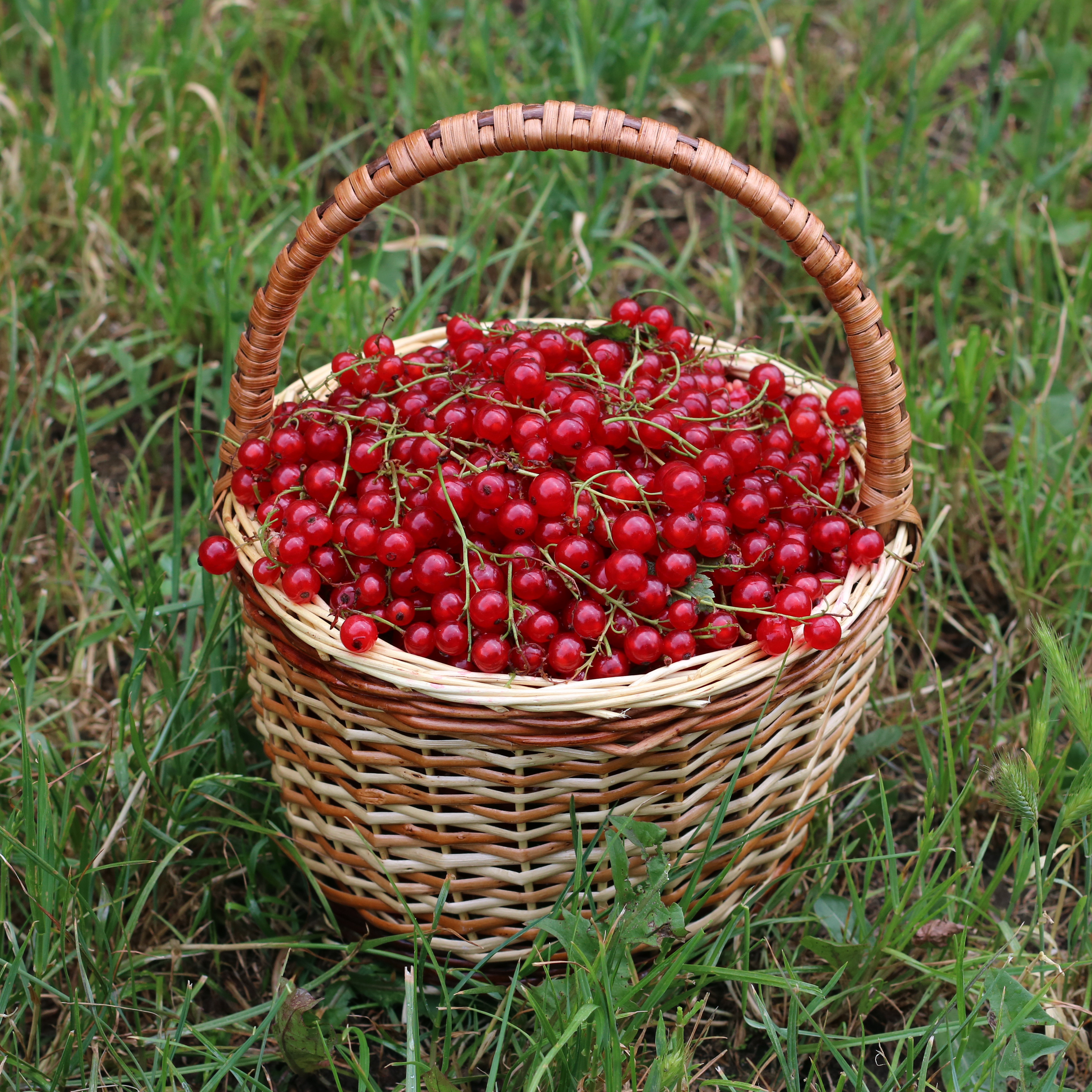
Порічки червоні у кошику. Україна

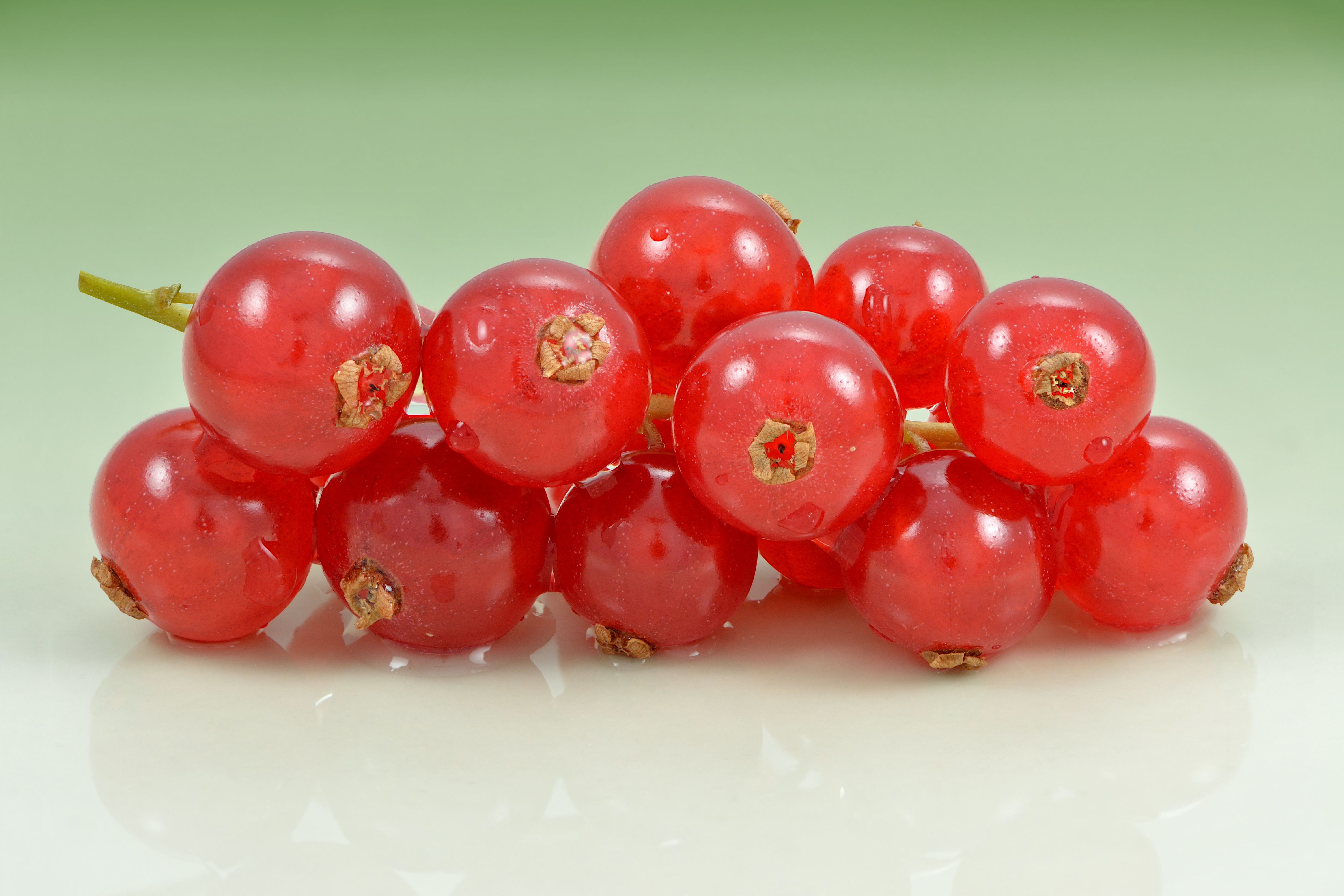

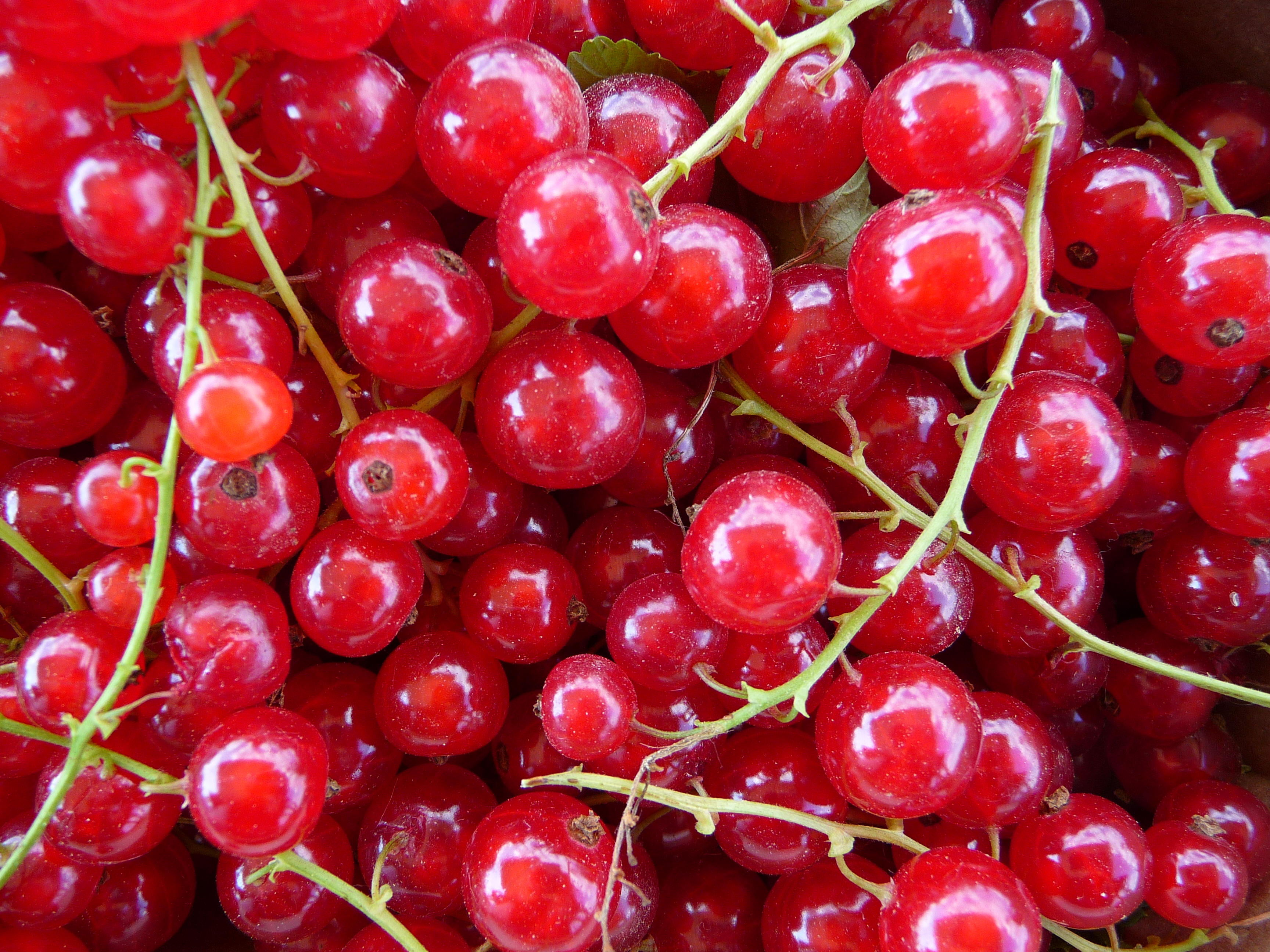

Порічки червоні (Ribes rubrum L.) — прямостійна кущова рослина з родини аґрусових, від 1 до 1,5 м (рідко до 2 м) заввишки. Листки 5-лопатеві, розташовані на стеблі спірально. Квітки малопомітні, жовто-зелені, зібрані в китиці 4-8 см завдовжки. Плід — ягода червоного кольору, 8-12 мм в діаметрі, по 3-10 штук в кожній китиці. Батьківщина — Західна Європа (Франція, Бельгія, Німеччина та північна Італія). В науковій літературі паралельно зустрічається термін смородина червона.
Культивується альбіносний сорт червоної порічки, який має назву "порічка біла" (не плутати з іншою порічкою білою, що є окремим видом!).
Ягоди поширені не надто широко. Являють собою багаторічні чагарники. Коренева система проникає в ґрунт так само, як у смородини. Щорічно від прикореневої частини виростають пагони, з яких найсильніші залишають для формування куща.
Закладена в пазусі листа однорічного пагона плодова брунька навесні розпускається і дає квіткове гроно. З неї в подальшому розвивається плодоносна кільчатка — з більш тривалим періодом життя, ніж у смородини. У вегетацію червоні та білі порічки вступають раніше від чорної смородини. Плоди у червоних порічок — червоні, світло-червоні або рожеві, а у білих — білуваті або жовтуваті. Плодоносять на 2-3-й рік після посадки. Урожайність у червоних і білих порічок вища, ніж у смородини. Дуже вимогливі до пухких, багатих поживними речовинами ґрунтів.
Культурні сорти червоних і білих порічок самоплодні.
Ці види більш зимостійкі, стійкі до багатьох грибних хвороб, аніж смородина; плодоносять щорічно і рясно. Ягоди дозрівають рано, іноді раніше, ніж ягоди суниці або одночасно з ними. Ягоди червоних і білих порічок містять багато вітамінів (С, РР), мікроелементів і пектинових речовин. Приготоване з них желе може довго зберігатися.
Кущі порічок, всипані ягодами виглядають у саду дуже декоративно.
Порічки відрізняються від смородини особливостями росту і плодоношення. Квіткові бруньки цих видів розташовані на букетних гілочках і кільчатках, які більш довговічні (в 2-3 рази) в порівнянні з плодовими утвореннями смородини. Урожай порічок рівномірно розподіляється по всьому кущу і майже не виноситься на його периферію, як це спостерігається у смородини.
Червоні і білі порічки мають на менше пагонів нульового порядку, тому кущі не так загущені і більш довговічні. На одному місці кущ може рости 15-20 років. Білі порічки відрізняється від червоних лише забарвленням ягід.

## Вирощування посадкового матеріалу
Для цього використовують вегетативний спосіб розмноження — горизонтальними відводками і здеревілими живцями. При таких способах необхідно заздалегідь підготувати хороші здорові маткові кущі. За кущами встановлюють особливий догляд: удобрюють їх перепрілим гноєм або перегноєм (15-20 кг на кущ, в залежності від родючості ґрунту). Якщо органічних добрив немає, їх можна замінити мінеральними: в розрахунку на 1 м2 вносять 15 — 20 г сечовини, 40-60 г суперфосфату, 15-20 г хлориду калію. Органічні, фосфорні та калійні добрива застосовують восени, азотні — навесні. Добрива закладають в ґрунт, щоб не пошкодити коріння.
Культура порічок в нашій країні розвивалася одночасно зі смородиною. Спочатку вона була відома як лікарська рослина, але промислового поширення не отримала, так як слабко розмножувалася живцями.
Ягоди червоних і білих порічок за біохімічним складом поступаються смородині, але мають деякі особливі якості. Ягоди порічок містять 26-83 мг вітаміну С, білої — 34/66 мг на 100 г сировини. Загальна сума цукрів у різних сортів коливається від 5,3 до 10,9 %, кислотність становить 1,9-4,2 %. У ягодах червоних і білих порічок міститься багато кислоти, тому їх рідко використовують у свіжому вигляді і на варення. Порічки можуть замінити журавлину. З її ягід готують морс, з соку — мармелад, желе і кисіль.
Порічки дають більш рясний урожай, ніж смородина. Вони довговічніші, менш вимогливі до умов зростання, стійкіші до шкідників і хвороб.
Червоні та білі порічки відрізняються одні від одних лише забарвленням ягід. Вміст вітаміну С в них менший, ніж у смородині. Однак, вони мають і ряд переваг перед останньою.
Висаджують порічки зазвичай восени. Найкращими для цих культур є добре освітлені, підвищені ділянки з легкосуглинистими і супіщаними, помірно вологими ґрунтами. Розміщують кущі на відстані 0,7-1 м. Посадка цих культур здійснюється так само, як і посадка смородини. Вимоги до догляду та формуванню кущів такі ж, як і при вирощуванні смородини. Закінчують формування кущів на 5-7 рік, коли в ньому утворюється 15-20 добре розвинутих гілок різного віку. Старі гілки вирізують на рік-два пізніше, ніж у смородини. Кущі, що знизили врожайність, можна омолоджувати шляхом повного видалення пагонів до рівня ґрунту. Високопродуктивними кущі є протягом 14 — 15 років.

## Опис
Порічки мають близько 19 видів. Ця культура являє собою чагарник, рідко вічнозелений, іноді з колючками. Листя долонеподібно-лопатеве, зубчасте. Квітки зібрані в ґрона, плід — несправжня ягода.
Порічки — багаторічний чагарник. На відміну від смородини кущі більш стислі і витягнуті вгору. Сильні і товсті однорічні пагони, які виростають від основи куща, йдуть на його формування та заміщення старих, відмерлих гілок, але з роками їх поступальний ріст затухає.
Для більшості сортів порічок характерний досить сильний ріст прикореневих пагонів. Їх гілки зберігають життєздатність і можуть давати врожай 5-8 років. За сприятливих умов порічки дають великий урожай протягом 20 років.
У 1-й рік життя на пагоні зазвичай не утворюється бічних відгалужень. На 2-й рік з верхньої бруньки однорічної гілки виростає один сильний і прямий пагін, рідше розвивається другий з нижчих бруньок. У верхній частині дворічної гілки зазвичай формуються букетні гілочки, близько розташовані одна від одної. У середній частині можуть утворитися бічні короткі пагони з кільчатками, а ще нижче — більш слабкі кільчатки. Таким чином, ріст бічних утворень зменшується донизу. Кордон між різними за віком приростами, де скупчуються в пучки кільчатки, часто потовщений. Таке розміщення букетних гілочок і кільчаток на кордонах річних приростів, як і прояв ярусності, є характерним для порічок, на відміну від смородини.
Істотні відмінності між смородиною та порічками полягають в розташуванні бруньок на пагонах і забарвленням кори. На однорічних приростах бруньки порічок притиснуті до пагона, розширені в середній частині і загострені до вершини. У однорічних приростів кора сірувато-коричнева, у багаторічних гілок — червонувато-коричнева. Специфічна ознака порічок — відставання кори на гілках всіх віків. Найпомітнішим загортання кори є в поздовжньому напрямку на старих гілках. На відміну від смородини, у порічок відсутні ароматичні залози, тому кора і бруньки не мають запаху.
Бруньки на гілках порічок можуть бути прості ростові, прості квіткові і змішані, які дають квітки і ростові утворення. На всіх сильних однорічних приростах бруньки зазвичай ростові. Квіткові бруньки на пагонах середньої довжини (15-30 см), частіше змішані. Бруньки, що розвиваються на більш слабких приростах — прості квіткові. Верхівкова брунька на річному прирості порічок завжди ростова. Основний врожай несуть багаторічні плодушки, зосереджені на кордонах приросту різних років (букетні гілочки). Однак плодоносять і однорічні плодушки, і плодові пагони. Букетна гілочка являє собою коротке плодове утворення довжиною до 5 см, на якому квіткові бруньки розташовані зближено у вигляді букета. Верхівкова брунька звичайно вегетативна, вона може дати пагін довжиною 0,5-20 см.
Завдяки багаторічним плодушкам порічки плодоносить значно довше смородини і дає більш високий врожай. Окремі гілки у віці 8-10 років дають до 4 кг ягід.
Вегетація порічок починається в кінці квітня — початку травня. Бруньки знаходяться в стані спокою більш тривалий час, ніж бруньки смородини. У порічок спочатку розвиваються бутони і ґрона, потім з'являються листочки. Цвітіння всіх сортів настає майже одночасно. Найбільша різниця в термінах початку цвітіння 2-3 дні. Час цвітіння цієї культури-15-17 днів.
Сорти порічок самоплідні, але при перехресному запиленні врожай підвищується. Початок дозрівання в різних сортів менш одностайний, ніж початок цвітіння. Раніше інших дозрівають Рання солодка і Джонхір ван Тете, потім — Ютербогская, Первісток і Ролан, трохи пізніше — Голландська червона, Ротет і Ровада. Забарвлення плодів дуже різноманітне. Ягоди можуть бути кремові (Ютербогська), рожеві (Рання солодка), червоні різних відтінків (Рондо, Первісток, Голландська червона та ін.) і темно-вишневі (Варшевіча).
Горизонтальні корені порічок розміщуються в основному в шарі 30-40 см і помітно виходять за межі проєкції крони куща. Діаметр кореневої системи перевищує діаметр крони в 1,6-2,1 рази. Вертикальні корені проникають на глибину 1,1 — 1,2 м. У верхньому (10 см) шарі ґрунту знаходиться до 38,6 % всієї довжини коренів.
Завдяки більш потужній кореневій системі вибір ґрунту для цієї культури ширше, ніж для смородини. Вона полюбляє суглинні і глинисті ґрунти, але деякі сорти можуть рости і на піщаних, якщо для утримання вологи вони змішані з перегноєм. Сирий ґрунт ця культура зовсім не виносить. З усіх ягідних рослин тільки порічки миряться з засоленням ґрунтів.
Ставлення до тепла. Порічки належать до числа найзимостійкіших ягідних культур. Це у великій мірі залежить від походження сорту. Так, сорти, що походять від смородини скелястої і порічок,- більш зимостійкі, а від смородини звичайної — менш зимостійкі. При ранньому цвітінні від пізніх весняних заморозків можуть постраждати квітки. На високу температуру порічки реагують негативно, але краще, ніж смородина.
Ставлення до світла. У природних умовах порічки виростають по схилах гір, в рідколіссі і серед трав'янистої рослинності. У цих умовах історично визначалися їх вимоги до умов освітлення: кущі не затінювалися зверху, так як не росли під пологом дерев. Значить, ця культура світлолюбна. При посадці необхідно строго витримувати площу живлення і більш ретельно формувати кущ. Ще вимогливіші до світла білі порічки.
Ставлення до вологи. Порічки є порівняно засухостійкою та помірно вимогливою до вологи культурою. Цьому сприяє потужний розвиток кореневої системи. Однак при посадці порічок на підвищені місця і погіршенні водопостачання послаблюється їх зростання, знижуються плодоношення і зимостійкість.

### Сорти
Поповнення сортименту порічок відбувається значно повільніше, порівняно з іншими ягідними культурами, тому в багатьох регіонах ще вирощують старі сорти. З перспективних хороші показники мають сорти голландського походження — Джонхір ван Тете, Рондо, Ротет, Ролан, Ровада і вітчизняні — Червона Андрейченко і Ненаглядна.
Сорти порічок визначають за квітками, ґронами і молодим листям. Однак найкращим терміном апробації є період плодоношення, коли сорт можна визначити за паростками, ягодами, розміром, формою та вигнутістю листової пластини. Сорт Первісток, наприклад, має округлі лопаті листя, краї яких підняті вгору, Голландської червоної — загострені, витягнуті. Різноманітне і забарвлення листя: темна у сортів Голландська червона і Варшевіча, з блакитно-сірим відтінком у Щедрою, світло-зелена у Ранньою солодкої і Джонхір ван Тете.
Довжина ґрона і розташування ягід на ньому теж є сортовими ознаками. Довгі ґрона мають такі сорти, як Рання солодка, Джонхір ван Тете, Ролан і Ровада.
Великі ягоди у сортів Первісток, Джонхір ван Тете і Рання солодка, дуже великі — у Розетти і Ровади. За забарвленням виділяється сорт Варшевіча, у якого ягоди гранатові, майже чорні, світло-червоні плоди у Ранньою солодкої, Рондома і Ролана, а жовтуваті — у Ютербогської.
Ранніми сортами є Джонхір ван Тете, Рання солодка, Ред Лейк і Первісток, пізніми — Голландська червона, Варшевіча, рондо і Ровада. Після дозрівання ягоди пізньостиглих сортів тримаються на кистях протягом місяця.

## Розмноження горизонтальними відводками
Рано навесні маткові кущі проріджують: вирізують всі дрібні, пошкоджені, затінюючі пагони. Як тільки ґрунт прогріється і стане пухкою і сипкої, пагони пригинають і укладають в борозни глибиною 5-8 см так, щоб вони щільно прилягали до ґрунту по всій довжині, і прикріплюють дерев'яними або залізними шпильками.
Потім покладений горизонтально пагін присипають ґрунтом.
Необхідно підтримувати ґрунт у пухкому і досить вологому стані. З бруньок покладених пагонів утворюються нові пагони. Як тільки вони досягнуть довжини 6-8 см, їх підгортають. Через 15-20 днів підгортання повторюють. При другому підгортанні виросли пагони повинні бути засипані ґрунтом на висоту 8-10 см. Якщо довго не було дощів, то перед підгортанням поливають з розрахунку 4-5 відер на кущ. При повторному підгортанні одночасно з поливом можна підгодувати рослини гнойової рідиною, розведеної водою у співвідношенні 1:5 або курячим послідом (1:10). Ґрунт під матковими кущами повинна бути вільною від бур'янів, пухкої і помірно вологої. До осені на прикопаних відводках утворюється потужна коренева система. Їх відокремлюють від маточного куща для посадки на постійне місце.
Розмноження здеревілими живцями
З доглянутих маточних кущів зрізають доспілі однорічні пагони, розрізають їх на частини (живці) довжиною 18-20 см. Восени або навесні живці висаджують у пухкий удобрений ґрунт, в якій вони добре укорінюються, а до осені наступного року утворюють сильні рослини. Потім їх висаджують на постійне місце.

### Підготовка ґрунту
Смородина може рости на всіх типах ґрунтів за умови попередньої хорошої заправки її добривами. Глибина залягання ґрунтових вод в місцях посадки смородини повинна бути не менше 1 м від поверхні ґрунту. Загальна підготовка ділянки під посадку смородини полягає в окультуренні ґрунту: збільшення родючого шару, заправці ґрунту органічними і мінеральними добривами, вапнування. Смородина гірше інших ягідних культур переносить підвищену кислотність ґрунту і найкраще розвивається на ґрунтах зі слабколужною реакцією (рН 7-8).
Ділянка під смородину повинна бути чистою від бур'янів, особливо від пирію. Якщо ж пирій є, його видаляють разом з кореневищем.

### Посадка
На підготовленій ділянці викопують ями завглибшки 30-40 см і шириною 40-50 см. Якщо ґрунт піщаний або супіщаний, то, як і під плодові дерева, на дно ями слід покласти глину шаром 5-7 см. Кожну яму на 2/3 глибини заповнюють ґрунтом, ретельно перемішаної з органічними та мінеральними добривами. Смородина здатна утворювати додаткові корені, тому її слід садити на 5 — 7 см глибше, ніж вона росла до посадки.
Рослини садять прямо або похило для кращого утворення додаткових коренів. Після посадки саджанці рясно поливають і мульчують гноєм, перегноєм або торфом шаром 5-7 см, сильно обрізають, залишаючи гілки довжиною 10-15 см з 3-4 нирками. Розміщують смородину в ряду на відстані 1,3 — 1,5 м.

### Добриво
Смородина чуйна на добрива. Тому для забезпечення гарної продуктивності потрібно щорічно в розрахунку на 1 м2 вносити 2-4 кг компосту або гною, 20-30 г сечовини, 30-50 г суперфосфату, 15-20 г хлориду калію. Застосовують також некореневі підживлення мікроелементами: цинк підвищує стійкість до грибних хвороб, бор сприяє кращому цвітінню і запліднення, марганець — підвищенню врожаю, вмісту цукру і вітамінів у ягодах. Некореневі підгодівлі виконують у фазах цвітіння і утворення зав'язі, ввечері або вранці після висихання роси.

### Обрізка і формування кущів
Не можна допускати сильного загущення кущів смородини. Як правило, на 2-3-й рік після посадки на кущах формується багато потужних пагонів першого порядку. З них вибирають 4-5 найсильніших, інші вирізають на пень біля самої землі. Гілки не повинні затінювати одна одну. Надалі щорічно вибирають по 4 — 5 найсильніших пагонів, а інші видаляють. Одночасно проріджують зайві обростаючі гілки першого і другого порядку, що труться, ослаблені, розташовані близько до землі. Через 4-5 років старі, менш продуктивні гілки слід вирізати і замінити новими.
В кущах порічок не слід залишати слабкі прикореневі пагони. Вони загущують кущ і малопродуктивні. Омолодження кущів порічок починають на 6-7-й рік після посадки. Здійснюють також заміну старих, менш продуктивних гілок новими, молодими пагонами нульового порядку.

#### Особливості обрізки порічок
Її задача полягає у збільшенні продуктивності періоду куща. Систематичне видалення старіючих і ослаблених малопродуктивних гілок стимулює щорічне поява і відростання потужних пагонів нульового порядку. Такий захід необхідно для формування куща з різновіковими гілками та забезпечення рівномірного плодоношення протягом усього життя куща. Правильна обрізка в поєднанні з гарним доглядом за рослинами дозволяє стимулювати на гілках нульового порядку утворення нових бічних, більш продуктивних розгалужень з великою кількістю квіткових бруньок. Від обрізки залежить рівномірний формування ягід, збільшення їх розміру та підвищення смакових якостей.
Обрізку кущів починають з моменту посадки рослин на постійне місце. Виконують її для відновлення рівноваги між надземної і кореневої системами, пробудження більшої кількості пагонів з підземної частини куща і посилення їх росту. Посаджений кущ обрізають на висоті 10-15 см, залишаючи на пагонах по 3-4 добре розвинені бруньки.
Навесні наступного року починають формування куща, для чого вирізають всю дрібну поросль, пошкоджені та недорозвинені пагони. З добре розвинених пагонів нульового порядку залишають 3-4 найсильніших і вдало розташованих. З цих пагонів у подальшому сформуються скелетні гілки. У сортів, погано утворять бічні пагони, скелетні гілки вкорочують на 1/3-1/2 довжини.
У добре розгалужених сортів верхівки пагонів обрізати не слід, за винятком тих, кінці яких слабко розвинені або пошкоджені. Добре сформований кущ на 4-5-й рік після посадки повинен мати 15-20 скелетних гілок різного віку — від нульового порядку, що утворилися в поточному році, до 4-5-річних. Починаючи з п'ятирічного віку, обрізку застосовують щорічно, вирізаючи старі, малопродуктивні гілки і замінюючи їх новими — з пагонів відновлення; видаляють старі гілки, які загущують кущ. При щорічному обрізанні видаляють також молоді гілки, якщо вони поламані або пригнічують ріст інших гілок, затіняючи їх. Вирізають всі пагони нульового порядку, залишаючи лише 4-5, найпридатніших для заміни старих.
Із залишених, більш старих гілок іноді зрізають кінцеві частини з ослабленим приростом до найближчого, більш сильного приросту, бічного відгалуження. Така обрізка сприяє не тільки збільшенню тривалості життя куща, але й розміру ягід і поліпшенню їх смакових якостей.
Особливості обрізки порічок
Скелетні гілки цих видів характеризуються більш тривалим, ніж у смородини, верхівковим ростом. Довше у них зберігаються і плодоносні гілки, тому скелетні гілки таких видів зберігають гарну продуктивність 6-8 років. Кущ так само, як і у смородини, повинен складатися з різновікових гілок. Багато сортів порічок дають багато пагонів нульового порядку. Необхідно частину цих пагонів щорічно вирізати, щоб кущ не загалужувати. Пагони нульового порядку в наступні роки погано галузяться, не закінчують ріст і не формують на кінцях квіткові бруньки. Такі пагони слід вирізати. Однорічні прирости першого, другого і наступних порядків галуження підрізати не можна. Це призведе до втрати значної частини врожаю.

### Захист від шкідників і хвороб
Рослини смородини уражаються антракнозом і махровістю. Значний збиток їм можуть заподіяти та шкідники, наприклад скляниця, бруньковий кліщ, галиці, попелиці, листовійки, пильщики.
Порічки більш стійкі до шкідників і хвороб, ніж смородина.
Рекомендується щорічно перед цвітінням вирізати пагони, ушкоджені цими шкідниками.

## Розмноження
Порічки розмножуються насінням, здеревілими і зеленими живцями, відводками та діленням куща. Розмноження насінням практикується тільки при виведенні нових сортів, а кущі ділять у випадках гострої нестачі посадкового матеріалу, так як цей спосіб неефективний. Широко поширене розмноження порічок здеревілими, зеленими, комбінованими живцями і відведеннями. Здеревілі черешки висаджують ранньою осінню. Пагони порічок закінчують своє зростання значно раніше смородини. До кінця серпня їх верхівки бувають вже цілком стиглими, бруньки нормально розвиненими. При ранній посадці черешків восени, відбувається утворення каллюсу, а в окремих сортів — і коренів. Бруньки в цей час перебувають у стані спокою. Живці, посаджені навесні або пізно восени, не встигають вкоренитися до розпускання листя, підсихають і гинуть.
На кафедрі плодівництва ЛСХІ встановлено, що найкращі терміни заготівлі і посадки здерев'янілих живців порічок — з 15 серпня по 5 вересня.
Хороші результати дає посадка здерев'янілих живців по світлопроникній плівці. При мульчуванні ґрунту плівкою створюється парниковий ефект, що сприяє коренеутворенню. Плівка перешкоджає випаровуванню вологи з ґрунту, що теж важливо, оскільки травень у нашій зоні часто буває посушливим. Здеревілі черешки при вкоріненні у відкритому ґрунті до кінця вегетації дають слабкі рослини, а окремі сорти утворюють тільки розетку листя. Однолітки, вирощені з черешків, посаджених по плівці, відповідають стандарту на 70 %. Саджанці сорту Рання солодка розвиваються однаково як по плівці, так і без неї.
Також перспективний спосіб розмноження — комбінованими живцями, які на відміну від верхівкових зелених живців можуть бути висаджені у відкритому ґрунті за умови регулярних поливів або в невеликих «замкнутих об'ємах». Технологія вкорінення комбінованих живців порічки в замкнутих об'ємах нічим не відрізняється від смородини.

### Агротехніка
Порічки менш вимогливі до ґрунтової родючості і добре плодоносять на суглинках, супіщаних і навіть піщаних ґрунтах. Бідні ґрунти покращують внесенням торфу та вапна. Орний шар повинен бути не менше 25-30 см і чистим від бур'янів, особливо багаторічних.
Ця культура потребує добре освітлених місць. У низинах погано росте і слабко плодоносить. На присадибних ділянках її висаджують уздовж доріжок або огорожі на відстані 1 −1,5 м. Можлива посадка і на окремій ділянці за схемою 2Х1 м.
Для успішного росту і розвитку саджанців велике значення має підготовка ґрунту. У колективних присадибних садах місцеве окультурення частіше проводять в посадочних ямах. При копанні ям, верхній гумусовий шар бажано складати окремо від нижнього. Ґрунт, що йде на засипку ями, покращують, вносячи 8-10 кг гною або торфоперегнійного компосту, 100 г суперфосфату, 50 г сірчанокислого калію або 200—300 г деревної золи. У кислі ґрунти додають 100 г меленого вапняку або доломіту.
Найкращий термін посадки порічок — рання осінь. На присадибних ділянках цілком допустима і весняна посадка невеликої кількості рослин. Для посадки використовують однорічні та дворічні стандартні саджанці. Кінці коренів злегка підрівнюють і для найкращої приживлюваності умочують в бовтанку з глини, коров'яку і води. Садять в ями розміром 50X40 см. Кореневу шийку заглиблюють на 3-4 см. Кущ повинен бути посаджений так, щоб при легкому посмикуванні він не витягався. Незалежно від часу посадки, поливають з розрахунку одне відро на два-три рослини. Відразу після поливу ґрунт мульчують торфом або перегноєм. Надземну частину рослини обрізають на висоті 20 см.
Щоб створити сприятливі умови для росту і розвитку рослин, ґрунт під кущами щорічно восени перекопують, не розбиваючи брил. Глибистий стан сприяє найкращому просочуванню осінньої і весняної води. Навесні і протягом усього літа ґрунт розпушують, одночасно видаляючи бур'яни.
Хорошим засобом збереження вологи і попередження проростання бур'янів є мульчування. Мульчу накладають після першого весняного розпушування, коли в ґрунті є великий запас вологи. Для цього використовують гній, торф, солому, тирсу та інші матеріали. Після посадки мульчують тільки пристовбурні кола діаметром 50-70 см, у дорослих кущів роблять смуги шириною 1,25 м при товщині шару мульчі 4-15 см. Після такої обробки ґрунт залишається пухким все літо. При використанні соломи і тирси як мульчі, необхідно додатково внести 40 г азоту на 10 м². Перед осінньою обробкою ґрунту матеріали з дільниці виносять.
Порічки менш вимогливі до внесення органічних добрив, ніж смородина, але більш чутливі до хлору, тому під них найкраще вносити сульфат калію або деревну золу. При відсутності цих добрив можна використовувати хлористий калій, але вносити його найкраще восени, щоб хлор вимився, за межі кореневмісного шару. Ця культура добре реагує на некореневі підживлення мікроелементами у фазах цвітіння і зеленої зав'язі.
Особливості формування та обрізки порічок. До формування кущів приступають восени першого року життя рослин, залишають чотири-п'ять сильних прикореневих пагонів, розташованих не ближче ніж на 10 см один від одного. Кожен наступний рік до них додають ще два-три прикореневих пагони на відстані 10-15 см. У дорослої плодоносного куща має бути близько 12 добре розвинених гілок різного віку.
Однорічні прикореневі пагони порічок, як правило, не обрізають, так як в їх верхній частині скупчено розташовуються плодові бруньки, які дадуть врожай наступного року. Прирости вищих порядків теж не обрізають. Старі гілки зберігають довше, ніж у смородини, приблизно на 2-3 роки, так як плодушки порічок багаторічні і здатність гілок до плодоношення більш тривала. Злегка вкорочують лише 5-б-річні гілки, якщо їх верхівки починають всихати або припиняють давати прирости.
Найінтенсивніша форма обробітку порічок — шпалера. До шпалерної культурі особливо придатні сильнорослі сорти — Джонхір ван Тете і Рондо. Така система обробітку сприяє отриманню високих врожаїв ягід найкращої якості. Рослини висаджують за схемою 1,7-2X0, 75 м. Уздовж лінії ряду встановлюють стовпи висотою 2,5 м, натягують на них дріт на висоті 40, 100 і 170 см і прив'язують до неї скелетні гілки.
У перші три роки вибирають три — п'ять скелетних гілок (залежно від відстаней між кущами) без розгалужень, висотою до 170 см. Решта пагони біля основи куща і які виростуть пізніше, в травні, ще в трав'янистому стані вирізують.
При обробленні на шпалері не допускається розвиток сильних бічних пагонів на скелетних гілках. У сорту Джонхір ван Тете в перші три роки бічні пагони не вкорочують. При загущености їх проріджують. Короткі плодові гілочки і пагони продовження головних гілок теж не підрізають. Надалі у цього сорту короткі плодові гілочки обрізають. Завдяки щорічній обрізці кущі не загущуються. Термін амортизації кущів на шпалері 10-12 років.
Збирання врожаю. Ягоди порічок у більшості сортів тримаються на кущах довго, що дозволяє тривалий час користуватися свіжою ягодою. Однак, якщо кущі розташовані на сонячному місці, ягоди підсихають, зморшки, втрачають товарний вигляд. Збирають їх ґронами в спеціальну тару по 4-5 кг. Врожай збирають у суху погоду, найкраще вранці, після сходу роси. Не слід збирати ягоди після дощу і в спекотні полуденні години. Зберігають дуже недовго, так як і в холодному приміщенні вони швидко псуються.

## Шкідники і хвороби

### Шкідники

#### Листкова галова попелиця
Комаха жовтого кольору, з червоними очима. Личинки відроджуються з зимуючих на гілках яєць під час розпускання листя. До середини літа попелиця живиться з нижньої сторони листа. Коли листя загрубіють, частина крилатих самок перелітає на трав'янисті рослини і продовжує розмножуватися. Восени самки повертаються назад на кущ і відкладають на зимівлю яйця. При харчуванні попелиць, на верхній стороні листя утворюються здуття у вигляді темно-червоних або жовтих пухлин.

##### Заходи боротьби
Ранньовесняне обприскування (до розпускання бруньок) нітрафеном з розрахунку 300 г на 10 л води. Зрізка та знищення верхівок пагонів, сильно заселених попелицями. Обприскування настоянкою тютюну, ромашки лікарської або розчином мила (300 г). При сильному ураженні − 10%-ним карбофосом (75 г) або 10%-ним три-хлорметафосом − 50-100 г з розрахунку на 10 л води. Обробку проводять до цвітіння та після збирання врожаю. Для відлякування попелиць в міжряддях порічок висаджують помідори.

#### Смородинна скляниця
Метелик з розмахом крил до 28 мм. Крила склоподібні-прозорі, вузькі. Гусениця біла, 16-нога, голова і грудний щиток темно-бурі. Зимує всередині пагонів. Навесні там же обертається в лялечку. В кінці цвітіння вилітають метелики і відкладають яйця поблизу бруньок. Через 10-15 днів відроджені гусениці проникають всередину пагонів і прокладають в деревині ходи вгору і вниз. Пошкоджені гілки і пагони в'януть і засихають. У місцях пошкоджень гілки обламуються. На окремих кущах буває до 20 % пошкоджених пагонів. Гусениці живуть усередині пагонів 2 роки.

##### Заходи боротьби
Систематична вирізка і спалювання уражених пагонів. Обробка 10%-ним карбофосом з розрахунку 75 г на 10 л води через 10-12 днів після цвітіння або в момент відродження гусениць.

#### Аґрусовий блідоногий пильщик
Шкідник чорного кольору, з блідо-жовтими ногами, довжиною до 5,5 мм. Личинки довжиною до 10 мм, зелена, з численними дрібними чорними цятками. Зимує в коконах у ґрунті, на глибині до 5 см. Навесні личинки обертаються в лялечок, і під час розпускання листя вилітає пильщик. Самка відкладає яйця в тканину листя або на поверхню. Через 6-14 днів з'являються личинки, які об'їдають листя, залишаючи товсті жилки. Через 14-25 днів личинки обертаються в лялечок в ґрунті, на листках і стеблах у павутинному коконі. У другій половині червня з'являється друге покоління, найчисельніше. Всього за літо розвивається два-три покоління.

##### Заходи боротьби
Осіння перекопка ґрунту і розпушування в період обертання в лялечку пильщика. Струшування личинок на підстилку або збір з листя вручну. Обприскування настоями золи, полину, тютюну або часнику, а при високій чисельності −10%-ним карбофосом. Після збирання врожаю кущі обробляють 10%-ним трихлорметафосом-3 з розрахунку 50-100 г на 10 л води.
Біологія інших шкідників і боротьба з ними та ж, що для смородини.

### Хвороби
Порічки в сильному ступені уражаються антракнозом і септоріозом, менше — борошнистою росою. Антракноз представляє найбільшу небезпеку, зводячи нанівець гідності багатьох сортів, викликаючи передчасний листопад, зниження врожайності і зимостійкості. Слабко уражаються антракнозом Голландська червона, Первісток, Щедра і Ютербогська. Нестійкі до цієї хвороби Червоний Хрест, Файя родюча і Рання солодка. Заходи боротьби ті ж, що для смородини.
Більшість сортів порічок відносно стійкі до борошнистої роси. В окремі вологі роки може досить сильно вражатися цією хворобою сорт Варшевіча. Ознаки ураження рослин і заходи боротьби ті ж, що і у смородини.

#### Септоріоз (біла плямистість)
Збудник захворювання — гриб. Хвороба проявляється в травні. На листі утворюються невеликі округлі або кутасті плями з вузькою бурою облямівкою, які з часом біліють. У центрі плями добре видно чорні точки. При масовому розвитку хвороби плями зливаються, а листя осипається. Ягоди теж покриваються дрібними бурими плямами. Згодом вони стають білими з чорними крапками в центрі. На пагонах білі плями з бурою облямівкою з'являються під черешками листя. Хвороба сильно розвивається у вологі роки, особливо на загущених посадках. Зимує гриб на опалому листі і уражених пагонах.

##### Заходи боротьби
Використання здорового посадкового матеріалу. Перекопування ґрунту під кущами. Проріджування загущених посадок. Внесення мінеральних добрив з мікроелементами (цинк, мідь, бор, марганець) з розрахунку по 6 г на 10 м2. Ранньовесняна обробка нітрафеном з розрахунку 300 г на 10 л води. Обприскування 1 % бордоською рідиною. Обробку проводять перед цвітінням, після цвітіння та після збирання врожаю.